# Josip Cobenzl
Josip Cobenzl (tal. Giuseppe Cobenzl, njem. Joseph Cobenzl; Mavhinje kod Trsta, 1831. – Dubrovnik, 14. listopada 1899.) bio je pedadog, učitelj i pisac slovenskog podrijetla koji je radni vijek proveo u Dalmaciji.

## Životopis
Potomak ugledne goričke obitelji Cobenzl. Nakon završetka školovanja prvo je radio u Veneciji. Godine 1859. u Zadru radi kao gimnazijski profesor grčkoga, njemačkoga i francuskoga jezika. Odlukom Dalmatinske vlade 1868. seli se u Dubrovnik gdje radi kao ravnatelj do 1870., nakon razriješenja radi kao profesor talijanskog i njemačkog jezika.

## Djela
Osim profesorskog rada, aktivan je u pisanju udžbenik za učenje raznih jezika: grčkoga, hrvatskoga, latinskoga, njemačkoga i talijanskoga.